# 亞沃里夫 (多利納區)
49°0′52″N 23°56′46″E / 49.01444°N 23.94611°E
亞沃里夫（烏克蘭語：Яворів），是烏克蘭西部的村莊，隸屬伊萬諾-弗蘭科夫斯克州的卡盧什區。該村面積8.27平方公里，2001年人口1,041，人口密度每平方公里125.9人。